# Пиня колада
Пиня колада (на испански: piña colada) е сладък, алкохолен коктейл, съставен от ром, крем от кокосов орех или кокосово мляко и сок от ананас. Обикновено се сервира или смесен, или разбъркан с лед. Има две версии на напитката, и двете с произход от Пуерто Рико.

## Приготвяне
- Една част бял ром
- Една част ликьор от кокос
- Три части сок от ананас

Всичко това се смесва с натрошен лед и се бърка докато се получи равномерна консистенция, след което се изсипва в студена широка стъклена чаша. При желание може да се прибави газирана вода и да се украси с парче ананас или портокал.

## Видове
- Девствена пиня колада – без алкохол
- Чи-Чи – ромът е заменен с водка
- Порок от Маями или Поток от лава – ягодово дайкири с пиня колада
- Амарето колада